# 카자흐스탄의 국기
카자흐스탄의 국기는 1992년 6월 4일에 제정되었다.
옥색 바탕 가운데에는 32줄기의 햇살을 가진 금색 태양이 그려져 있으며 태양 아래에는 황금 독수리가 날고 있는 형상의 문양이 그려져 있다. 깃대 쪽에는 카자흐스탄의 금색 전통 문양이 새겨져 있다.
옥색은 카자흐스탄의 민족과 문화의 조화를, 전통 문양은 카자흐스탄의 전통적인 문화와 예술을 뜻하며 태양은 풍요로움과 번영을, 햇살은 풍요로움과 번영의 기초를, 황금 독수리는 독립과 자유, 나라의 미래를 향한 비상을 뜻한다.

## 색상
| 색상 | 옥색                | 금색                 |
| ---- | ------------------- | -------------------- |
| RGB  | 0–175–202 (#00AFCA) | 254–197–12 (#FEC50C) |

## 그 외의 깃발

대통령기
군기
상선기 비율 1:2
해군기 비율 1:2
선수기

## 역대 국기

노가이 칸국의 국기 (1440년대-1634년)
카자흐 칸국의 국기 (1465년-1847년)
카자흐 소비에트 사회주의 공화국의 국기 (1937년-1940년)
카자흐 소비에트 사회주의 공화국의 국기 (1940년-1953년)
카자흐 소비에트 사회주의 공화국의 국기 (1953년-1991년)
카자흐스탄의 국기 (1992년)

## 같이 보기
- 카자흐스탄의 국장
- 카자흐 소비에트 사회주의 공화국의 국기